# Mariana Expósito
Mariana Expósito Castaño nacida el 26 de febrero de 1985 en Lugo (Galicia), es una actriz y periodista española (gallega).

## Trayectoria
Comenzó su carrera como actriz en el mundo del teatro a la edad de 14 años. Estudió entre La Coruña y Madrid en diferentes escuelas de interpretación (Juan Carlos Corazza, Adán Black, Casahamlet...) y de canto (Pilar Lirio, María Adamuz). Completó su formación con diversos seminarios impartidos por Lorena García de las Bayonas, Consuelo Trujillo, Fernando Piernas, Eric y Susana Morris entre otros. También recibió clases de locución, periodismo, danza, equitación, surf, lucha escénica y esgrima. Está especializada en artes teatrales y audiovisuales. Entre otros proyectos participa en la popular serie de la televisión de Galicia (TVG) Serramoura.

## Trabajos

### Cine / TV Movies
- Hotel Almirante(2015) TVG. Como Adela Otero
- Maratón (2012, como Patricia)
- A pesar de todo, quérote (2011, como Enma)
- Vacas, porcos e zapatos de Tacón (2010, como Ruth)
- Reliquias (2009, como monja María)
- Diario de una ninfómana (2008, como Inés)
- El Concursante (2006, como monja María)
- La Atlántida (2005, como chica de Ana)

### Series de televisión
- Hospital Real (2015) TVG Como Doña Francisca
- Serramoura (2014-) TVG. Como Luz.
- El faro (2013) TVs Autonómicas. Como Jaqueline de Riquelme.
- Chapa e Pintura (2013) TVG. como Psicóloga.
- Matalobos (2010-2012) TVG. Como Xulia.
- Escoba! (2011-2012) TVG. Como Xulia
- Libro de familia (2010) TVG. Como Celia.
- Padre Casares (2008) TVG. Como Cristina.
- A vida por diante (2007), como Paula.
- Os Tonechos (2005 - 2006) TVG. Como lesbiana y como azafata.
- Maridos e mulleres (2005) TVG. Como Ana.

### Teatro
- Dependientes (2014-2017, teatro, texto y dirección: Víctor Martínez )
- Habitación con vistas (2012, microteatro; dirección: Daniel Currás)
- The One night Show (2009-2011, monólogos; dirección: Adán Black)
- O arquitecto do mar (2006-2007, Ditirambo-T; Dirección: Cecilia Campos)

## Premios
- 2012. Milagrosista del Año
- 2007. Premio especial del jurado en el X Festival de teatro de Rivas-Vaciamadrid por El arquitecto del mar
- 2006. Premio Estrella Galicia por A Soga da Soidade